# Katarzynów (powiat radomszczański)
Katarzynów – wieś w Polsce położona w województwie łódzkim, w powiecie radomszczańskim, w gminie Kobiele Wielkie.

## Historia
W latach 1975–1998 miejscowość administracyjnie należała do województwa piotrkowskiego.
W Katarzynowie znajduje się pomnik poświęcony kapralowi Januszowi NN pseudonium „Newada”, który zginął w czasie II wojny światowej w czasie walk stoczonych przeciwko okupantom niemieckim, podczas ochrony brytyjskiej misji SOE Misji Freston z dowódcą Billem Hudsonem.